# گونه‌های گیاهان
گونه‌های گیاهان (به لاتین: Species Plantarum) کتابی است که توسط کارل لینه در سال ۱۷۵۳ منتشر شد و تمام گونه‌های گیاهان شناخته شده تا آن زمان را براساس سرده طبقه‌بندی و لیست کرده است. این اولین کاری است که در آن نام علمی به‌طور مداوم به کار برده شده و نقطه شروع استفاده از روش نامگذاری گیاهان است.

## انتشار
گونه‌های گیاهان در اول ماه مه ۱۷۵۳ توسط Laurentius Salvius در دو جلد در استکهلم منتشر شد. در ۱۷۶۲–۱۷۶۳ چاپ دوم آن و در ۱۷۶۴ چاپ سوم آن منتشر شد. گرچه چاپ سوم کمی با چاپ دوم فرق داشت. بعد از مرگ لینه در سال ۱۷۷۸ چاپ‌های دیگری منتشر شد، چاپ پنجم در ۱۸۰۰ تحت نظارت کارل لودویگ ویلدنف مدیر باغ گیاه‌شناسی برلین در ۴ جلد چاپ شد.

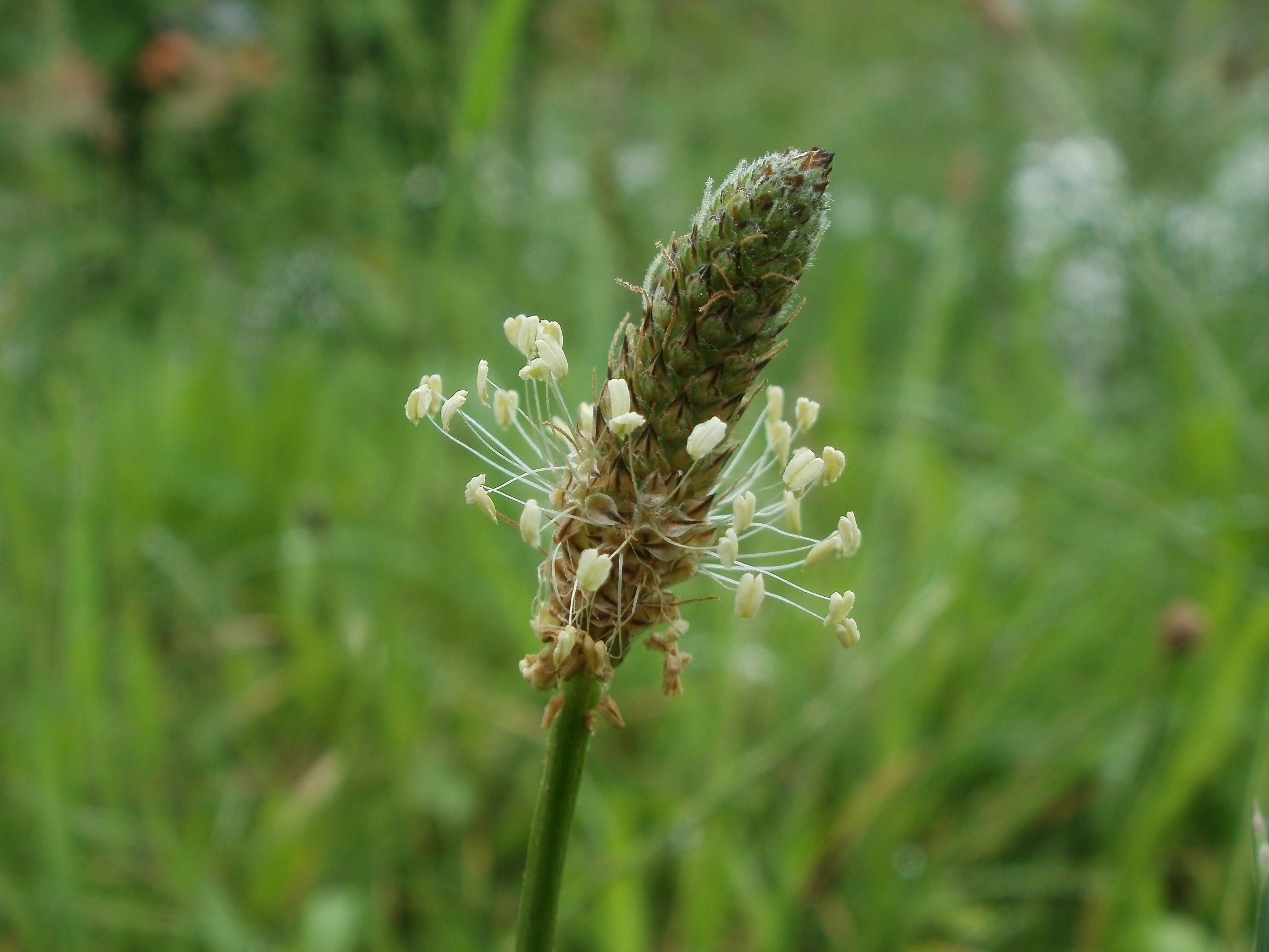
قبل از چاپ کتاب «گونه‌های گیاهان» نام این گیاه Plantago foliis ovato-lanceolatis pubescentibus spica cylindrica scapo tereti بود که لینه آن را پلانتاگو مدیا نامید.